# 40-я танковая дивизия (СССР)
40-я танковая дивизия РККА — оперативное войсковое объединение в составе ВС СССР во время Великой Отечественной войны. Период боевых действий: с 22 июня 1941 года по 10 августа 1941 года.

## История
40-я танковая дивизия формировалась с марта 1941 года на базе 39-й легкотанковой бригады (II формирования), входила в состав 19-го механизированного корпуса 5-я армии Киевского Особого Военного Округа, преобразованного 22 июня 1941 года в Юго-Западный фронт. До 19 июня дивизия дислоцировалась в Житомире.
Пройдя марш в 300 км, 24 июня дивизия вступила в бой западнее города Ровно, а 26 июня, участвуя в контрударе механизированных корпусов Юго-Западного Фронта, дивизия вела встречный бой с немецкой 13-й танковой дивизией, в котором понесла большие потери. Из-за прорыва 13-й танковой дивизии противника на стыке 40-й и 43-й танковых дивизий и возникшей угрозы окружения, дивизия была вынуждена отойти к подступам Ровно, где 27 июня отбивала атаки 13-й танковой и 299-й пехотной дивизий противника. 28 июня из-за охвата дивизий 19-го механизированного корпуса 11-й танковой дивизией противника 40-я танковая дивизия оставила Ровно и до 3 июля держала оборону на реке Горынь. 4 июля дивизия начала отход к линии укрепрайонов.
В состав дивизии был передан бронетанковый полк, сформированный из курсантов и командиров Киевского танко-технического училища. Командир полка — подполковник Логановский, начальник штаба — помощник начальника учебного отдела майор Е. Ф. Дрейклер, командиры батальонов — преподаватель тактики капитан Емельянов и командир курсантской роты капитан Палашин. Полк участвовал в обороне Киева, в боях погибли майор Дрейклер и капитан Емельянов. 40 наиболее отличившихся курсантов были досрочно произведены в командиры и направлены в действующую армию.
С 10 по 14 июля дивизия принимала участие в контрударе Новоград-Волынском направлении против 99-й лёгкой и 298-й пехотных дивизий противника. Затем до 5 августа дивизия оборонялась на рубеже Коростенского укрепрайона.
10 августа дивизия была расформирована и на её базе были созданы 45-я и 47-я танковые бригады.

## Командование
- Командир — полковник Широбоков, Михаил Васильевич.
- Начальник штаба — подполковник Травин, Геннадий Иванович, капитан Хопко, Степан Александрович.
- Заместитель по политической части — старший батальонный комиссар Головко, Аким Васильевич (20.03.1941-05.09.1941).
  - Заместитель начальника отдела политпропаганды — батальонный комиссар, с 24.08.1941 старший батальонный комиссар Тарадай, Моисей Николаевич (20.03.1941-05.09.1941).
- Заместитель по строевой части — полковник Симонов, Николай Иванович.
- Начальник оперативного отдела — капитан Журин, Михаил Григорьевич (пропал без вести 25.06.1941).
- Начальник разведывательного отделения — капитан Хизов, Иван Иванович.
- Начальник отделения связи — майор Гилев, Григорий Савостьянович (пропал без вести).
- Начальник инженерной службы — капитан Орлов, Борис Иванович (пропал без вести 25.06.1941).
- Начальник химической службы — капитан Ходас, Цодек Шлёмович (пропал без вести в 1941 г.).
- Начальник санитарной службы — военврач 3 ранга Власюк, Семён Михайлович (убит бандитами 28.06.1941 в г. Ровно).
- Начальник снабжения — подполковник Кузнецов, Михаил Петрович.

## Состав дивизии
Штаб дивизии находился в городе Житомир
- 79-й танковый полк (полковник Живлюк, Владимир Исидорович).
- 80-й танковый полк (подполковник Зыбин, Борис Петрович (погиб 28.06.1941), капитан Горелов, Владимир Михайлович).
- 40-й мотострелковый полк (майор Инаури, Алексей Николаевич (25.03.1941 — ?), подполковник Тесля, Иван Трофимович (05.04.1941 — ?).
- 40-й гаубичный артиллерийский полк (подполковник В. Пономарёв).
- 40-й отдельный разведывательный батальон (капитан Боков, Иван Ильич).
- 40-й отдельный зенитно-артиллерийский дивизион (капитан Горкавенко).
- 40-й понтонно-мостовой батальон.
- 40-й отдельный батальон связи.
- 40-й медико-санитарный батальон.
- 40-й автотранспортный батальон.
- 40-й ремонтно-восстановительный батальон.
- 40-я рота регулирования.
- 40-й полевой хлебозавод.
- 715-я полевая почтовая станция.
- 516-я полевая касса Госбанка.

## Численность
Бронетанковый состав на 22 июня 1941 года:
| Т-37/38 | Т-26 | Т-28 | Т-34 | КВ-1 | Итого | БА |
| ------- | ---- | ---- | ---- | ---- | ----- | -- |
| 139     | 19   | ?    | 4    | 1    | 163   | 2  |

Обозначения: «?» — количество неизвестно.
Артиллерийский состав на 22 июня 1941 года:
| 76-мм. пушка | 37-мм. МЗА | 152-мм. гаубицы | 122-мм. гаубицы | 82-мм. миномёты | 50-мм. миномёты |
| ------------ | ---------- | --------------- | --------------- | --------------- | --------------- |
|              | 4          | 4               | 8               | 12              | 27              |

Автотранспортный состав на 22 июня 1941 года:
| Автомобили | Тракторы | Мотоциклы |
| ---------- | -------- | --------- |
| 157        | 5        |           |